# King at Guildhall
King at Guildhall è un cortometraggio muto del 1902. Il nome del regista non viene riportato nei credit del film ma vi appare quello del produttore Cecil M. Hepworth come direttore della fotografia.
Il film documenta alcune scene dell'incoronazione di Edoardo VII avvenuta il 9 agosto 1902. Gran parte delle cerimonie che accompagnarono l'evento furono riprese da Hepworth in una serie di brevi cortometraggi che coprono la giornata.

## Produzione
Il film fu prodotto dalla Hepworth. Venne girato a Londra, il 9 agosto 1902, giorno dell'incoronazione di Edoardo VII e della regina Alessandra.

## Distribuzione
Distribuito dalla Hepworth, il documentario - un cortometraggio della lunghezza di 23 metri - presumibilmente uscì nelle sale cinematografiche britanniche nel 1902.
Non si hanno altre notizie del film che si ritiene perduto, forse distrutto nel 1924 quando il produttore Cecil M. Hepworth, ormai fallito, cercò di recuperare l'argento del nitrato fondendo le pellicole.